# Schwartzia weddelliana
Schwartzia weddelliana là một loài thực vật có hoa trong họ Marcgraviaceae. Loài này được (Baill.) Bedell miêu tả khoa học đầu tiên năm 1993.